# Siglo XV a. C.
Formalmente, el siglo XV antes de Cristo comenzó el 1 de enero de 1500 a. C. y terminó el 31 de diciembre de 1401 a. C.

## Acontecimientos
- Hacia el 1500 a. C.: Se estima la fundación de la cultura Olmeca, considerada la cultura madre del Cem Ānáhuac.
- Hacia el 1500 a. C.: esplendor de la civilización egea.
- Hacia el 1500 a. C.: en Afganistán y Pakistán, varios siglos después de la declinación de la cultura del valle del río Indo, los poetas de las tribus indoarias comienzan a componer el Rig-veda (el texto más antiguo de la India), que tomará su forma actual hacia el 1100 a. C.
- Hacia el 1500 a. C.: en Afganistán o Pakistán se libra la batalla de los Diez Reyes, mencionada en el Rig-veda.
- 1500 a. C.: en la península ibérica desaparece El Argar. Relaciones atlánticas: tesoros.[1]
- 1504-1492 a. C.: Egipto conquista Nubia y el Levante.
- 1497 a. C: Cránao, legendario rey de Atenas, es depuesto después de un reinado de 10 años por su yerno Anfictión de Tesalia, hijo de Deucalión y Pirra.
- H. 1492 a. C. (puede ser 1493 a. C.): muere Tutmosis I (Dinastía XVIII de Egipto).
- 1492 a. C. (3 de abril): sucede el saros lunar 37.[2]
- 1480 a. C.: Se construye el templo mortuorio de la reina egipcia Hatshepsut, quien siempre aparece representada como hombre. El templo está formado por tres terrazas sobre columnatas, conectadas por una rampa.[3]
- 1473 a. C.: en Egipto, inicia su mandato la faraona Maatkara-Hatshepsut (hasta el 1458 a. C.).
- 1457 a. C. (9 de mayo): en Megido, las fuerzas del faraón egipcio Tutmosis III vencen a una coalición canaanita liderada por el rey de Kadesh, en la batalla de Megido. Es la primera batalla que ha sido registrada con detalles que se consideran confiables. (También puede haber sucedido en el 1479 a. C.).
- 1450 a. C.: 
  - En el mar Mediterráneo erupciona el volcán de la isla Santorini. Arrasa la isla de Creta.
  - En Egipto reina Amenhotep II.
  - En los montes Ciminos (a unos 60 km al noroeste de la actual Roma) 35°30′N 35°18′E / 35.5, 35.3, un terremoto de X grados (del I al XII) en la escala de Mercalli «traga» una aldea etrusca, y aumenta el tamaño del Lago de Vico. Se desconoce la cantidad de muertos.[4]
  - Invasores procedentes de Micenas ocupan la ciudad de Cnosos y desplazan a los gobernantes minoicos.[3]
- 1420 a. C.: 
  - Creta es conquistada por Micenas; comienza el período micénico.
  - Los egipcios inventan una especie de yugo (una barra en forma de T) para atar los cuernos de los animales que tiraban de los arados.[3]
- 1410 a. C.: en el mar Mediterráneo, la isla de Creta es arrasada por la erupción del volcán de la isla Santorini.
- 1408 a. C.: en Egipto, probable inicio del reinado del faraón Amenofis II.
- 1400 a. C.: en Creta, el Palacio de Minos es destruido por un incendio.
- 1400 a. C.: los asirios se hacen muy poderosos al expulsar a los hurritas.
- 1400 a. C.: en Hattusa ―cerca de la moderna ciudad de Bogazkoy (Turquía)― se construye la Puerta del León.
- 1400 a. C.: en China se expande la dinastía Shang.
- Tebas, capital de Egipto llega a ser la mayor ciudad del mundo, superando a la ciudad de Menfis.

## Personas relevantes
- Tutmosis III, faraón de la dinastía XVIII de Egipto (1503-1426 a. C.).
- Tutmosis II, faraón egipcio (h. 1493 - h. 1479 a. C.).
- Amenhotep II, faraón egipcio (1427-1401 a. C.).
- Shuttarna I, rey mitani.
- Telepinu, rey hitita.
- Hatshepsut, reina egipcia.